# Sex Pistols
Секс пистолси (енгл. Sex Pistols) су енглеска панк рок група основана у Лондону 1975. године. Иако су у почетку трајали само две и по године и за то време објавили само четири сингла и један студијски албум Never Mind the Bollocks, Here's the Sex Pistols, они се сматрају једним од најутицајнијих бендова у историји популарне музике и сматрају се заслужним за иницирање панк покрета у Уједињеном Краљевству и стварање првог генерацијског јаза у рокенролу. Оригиналну групу су чинили певач Џони Ротен (Џон Лидон), гитариста Стив Џоунс, бубњар Пол Кук и басиста Глен Матлок. Матлока је касније заменио Сид Вишос (Џон Ричи) почетком 1977. године. Под контролом менаџера Малком Макларена, уметника, извођача и модног дизајнера који поседује бутик, бенд је изазивао доста контроверзи, што је проузроковало значајну количину публицитета. Њихови су концерти у више наврата имали проблема са организаторима и локалним властима, тако да су се њихови наступи углавном завршавали у хаосу. Њихов сингл из 1977. God Save the Queen, је сматран као напад на британску монархију и британски национализам. Речи које су се појављивале у њиховим текстовима су биле повезане са музичком индустријом, конзумеризмом, абортусом, насиљем, апатијом, анархијом, фашизмом, британском краљевском породицом и холокаустом.
Након бурне турнеје по САД у јануару 1978. године, Ротен је напустио Секс Пистолсе и најавио распад бенда. У неколико наредних месеци, остала три члана бенда су снимали песме за филмску верзију Секс Пистолса под називом The Great Rock 'n' Roll Swindle. Сид Вишос је преминуо од последица предозирања хероином у фебруару 1979. године. Поновно окупљање бенда десило се 1996. године, где се у бенд вратио басиста Матлок и тако је бенд отишао на своју прву турнеју, те је наставио своје наступе и турнеје које су трајале све до 2002. године. У фебруару 2006. оригинална четворка Секс пистолса заједно са Сидом Вишосом су примљени у Кућу славних, али су одбили да присуствују церемонији, називајући музеј „флеком од пишаћке”.

## Историја

### Порекло и почеци
Секс Пистолси оформили су се у Лондону 1972. године и њега су чинили тинејџери радничке класе Стив Џоунс као вокал, Пол Кук као бубњар и Воли Најтингејл као гитариста. Према каснијим сазнањима од Стива Џоунса, он је заједно са Куком свирао на украденим инструментима. Они су ишли по музичким наступима и чекали да дође маса људи како би се могли ушуњати на бину и украсти онолико музичке опреме колико су могли изнети.
Ова поставка бенда, заједно са Џимом Макином на оргуљама и Стефаном Хајзом на бас гитари били су познати и као "Сванкери". Често су били виђени код Маклареновог бутика "Too Fast to Live, Too Young to Die" у Челсију. Малком Макларен и Вивијен (власници бутика) окарактерисани су од стране Џон Лидона као манипулативни пар који је спреман да прода све што тренд нуди. Радња ће постати центар културе панк рок сцене, који ће у будућности спајати извођаче као што су Сид Вишос, Марко Пирони (који је постао гитариста, текстописац и музички продуцент), Џин Октобер (који је постао певач бенда Челси) и Марк Стјуарт.
Почетком 1974. године Џоунс је убедио Макларена да постане менаџер и тако помогне бенду финансирајући им простор који су користили за пробе. Глен Матлок, који је радио у бутику, постао је стандардни члан бенда. Пре него што је у новембру отишао у Њујорк, Макларен је бутику променио имиџ назвавши га "Секс" инспирисан анти модом са акцентом на гуму и гламур.
Група је имала пробе редовно, које је надгледао Макларенов пријатељ Бернар Роудс све до његовог повратка из Њујорка. Убрзо након повратка Воли Најтингејл је избачен из бенда, па је гитариста постао Џоунс, пошто се није осећао пријатно као фронтмен.
Након малих реформа, чланови бенда кренули су у потрагу за певачем.  Џон Матлок је коментарисао како су у то време сви имали дугу косу, чак и млекаџија, тако да су покушали да нађу неког ко има кратку косу и ко се могао замислити као певач.

### Џон Лидон се придружује бенду
У августу 1975. године Роудс је приметио је на улицама Лондона тинејџера који носи мајицу Пинк флојд на којој је ручно написано мрзим изнад имена бенда и са рупама на очима чланова групе. Био је то Џон Лидон. Џон је на позив Роудса дошао у паб да упозна чланове бенда Џоунса и Кука. Како Џоунс наводи "Он је имао зелену косу. Помислио сам како има интересантну фацу. Свиђа ми се његов изглед. Носио је ту Пинк Флојд мајицу на којој су закачене зихернадле. Џон је имао нешто у себи, али када је почео да прича био је прави шупак - али паметан." када се пуб затворио отишли су до бутика Секс, где је Лидон био наговорен да пева заједно Алис Купером на џубоксу. Иако је члановима бенда његово певање био подвиг шале, Макларен их је убедио по почну пробе са Лидоном. Лидон је касније објаснио социјално друштво у којем је група настала:

Почетком седамдесетих Британија је била веома депресивно место. Била је потпуно прекривена смећем по улицама и владала је потпуна незапосленост - сви су били у штрајку. Сви су били против образованог система који је говорио да не вредиш ако си са погрешне стране пруге...и онда немаш никакву наду и каријеру. Одатле је кренула иницијатива Секс Пистолса против МУПа, а затим и свих осталих плагијатора после нас.

Новинар New Musical Express Ник Кент понекад је свирао на пробама са бендом, али је престао одмах након доласка Лидона. "Када сам дошао први пут на пробу и угледао га, рекао сам да мора да оде." тврдио је Лидон. "Од тога дана није написао ни једну лепу реч о мени." У септембру, Макларен је опет помогао бенду и пронашао им нови простор за пробе, у једном пабу. Кук, који је имао сталан посао, прескакао је пробе због обавеза, па је стално наглашавао како ће напустити бенд. Према каснијим навођењима Метлока, Кук је "подигао прашину" у бенду тврдећи да Џоунс није довољно добар да буде соло гитара бенда. Постављен је оглас у којима се тражи "Виртуоз на гитари. Не старији од 20.. Не ружнији од Џонија Тандерса". Многи кандидати нису били толико вешти, али је Макларенова идеја створила солидарност између свих чланова бенда. Стив Њу је сматран јединим талентованим гитаристом са аудиције, па га је бенд позвао да се придружи. Џоунс је значајно напредовао, тако да је бенд прихватио идеју да нема соло делова, у којима је Стив Њу био вешт. Одустао је после месец дана.
Џоунс је доделио надимак Лидону у "Џони Ротен" због његове одвратне оралне хигијене. Бенд је одмах прихватио његов надимак. Након неколико покушаја да смисле име за бенд, на крају су прихватили име Секс Пистолс.
Макларен је изјавио да је име произведено "од идеје пиштоља", као идеја да овај бенд клинаца треба да изгледа злобно." Бенд је почео са радом на сопственим песмама: Ротен је писао текст док је Метлок компоновао музику (изузимајући њихову прву сарадњу на песми, "Pretty Vacant", коју је Метлок комплетну одрадио, а Ротен само мало исправио); иако су подељивали заслуге.
Прву свирку договорио је Метлок на његовом факултету Saint Martin's School of Art. Свирали су 6. новембра 1975, као предгрупа бенду званом Bazooka Joe, тако да су користили њихова појачала и бубњеве. Секс Пистолси изводили су неколико обрађених песама, као што су од бенда Who "Substitute", Small Faces "Whatcha Gonna Do About It", "(Don't you Give Me) No Lip" од Дејва Берија и "(I'm Not Your) Steppin' Stone" која је прославила бенд the Monkees. Пре него што је требало да отпевају своје песме, Bazooka Joe су извукли из утичнице појачала јер су видели како им се опрема уништава, па је одмах уследио инцидент између ове две групе на бини.

### Изградња имиџа
Прва значајна свирка Секс Пистолса која је привукла пажњу била је 12. фебруара 1976. као предгрупа, у то време највећој паб групи Eddie and the Hot Roads. Наступ је био интересантан, пошто је Ротен померао границе једног перформанса, ходајући по бини, скачући са публиком, бацајући Џордана по целом подијуму и разбацивањем столице, пре него што се шоу завршио ломљењем опреме. Прва рецензија бенда објављена је у магазину NME заједно са кратким интервјуом Стива Џоунса који је рекао "Заправо нас не занима музика, нас занима хаос." Једни од многих који су читали овај чланак били су студенти факултета за технологију у Болтону, који су одмах дојурили до Лондона како би упознали чланове Секс Пистолса. Након Разговора са Маклареном у СЕКСу, гледали су бенд на једној од доста наступа тог фебруара. Та два студента били су Хауард Девото и Пет Шели, који су одмах направили своју верзију Секс Пистолса коју су назвали Buzzcocks. Девото је касније и рекао, "Мој живот се променио кад сам угледао Секс Пистолсе." Пистолси су почели да свирају на све већим догађајима, па су тако и дебитовали у Нешвилу као предгрупа 101ers. Певач овог бенда Џо Страмер, који је први пут гледао Пистолсе, изјавио је како је панк-рок будућност у свету музике. Када су се поново вратили и Нешвил на свирку, између бенда је владао ривалитет, тако да су између бендова прштале варнице. Џони Ротен и Макларен су успели да уђу у сукоб чак и са публиком. Кук је касније изјавио, "Та туча у Нешвилу, тај догађај је доживео велики публицитет, па је насиље почело да кључа... Мислим да су сви желели да буду део туче, а ми смо је започели." Пистолси су одмах забрањени на било каквом наступу у Нешвилу.
Априла 23. изашао је дебитантски албум највећег бенда панк-рок сцене из Њујорка Рамонса. Иако су постојале приче како су Рамосни били покретачи панк-рок сцене свуда, па чак и у Лондону, Лидон је одмах одбацио било какве сумње о симпатијама према њима изјавивши: "[Рамонси] су дугокоси бенд кои ме уопште не интересује. Не свиђа ми се како изгледају, за шта се залажу, нити било шта што има везе са њима." Своју четворо-недељну турнеју Пистолси су започели 11. маја у клубу 100.  Остале дане посветили су турнеји по мањим градовима и насељима по северу Енглеске, као и снимању демо песама у Лондону, где им је помагао продуцент Крис Спединг. Следећи месец свирали су своју прву свирку у Манчестеру. Њихов перформанс 4. јула толико је задивио присутне, тако да је панк одјекнуо градом. У наредна два дана, као предгрупе Пистолсима дебитују два нова бенда, Клеш - са Џо Страмером као фронтменом и група Демд. Вече између својих свирки, наступали су Рамонси (које Лидон није симпатисао), тако да су сви чланови Пистолса били присутни том догађају, као и сви остали лондонске панк сцене. Када су се поново вратили да свирају у Манчестеру 20. јула, премијерно су извели нову песму "Anarchy in U.K.", која је садржала елементе радикалне идеологије за коју се Ротен излагао. Песма је снимљена заједно са још 7 синглова ток месеца, које је контролисао дизајнер звука Дејв Гудман. Макларен је организовао велики догађај у лондонском биоскопу 29. августа, где су предгрупе Пистолсима били the Buzzcocks и Clash. Три дана касније бенд је отишао у Манчестер како би први пут наступио на телевизији у емисији So It Goes. Према распореду Пистолси су требли да изведу само једну песму и то "Anarchy in the U.K.", али је бенд наставио да свира још две песме, што је направило тоталну пометњу у контролној соби. Пистолси су свој први концерт ван Енглеске имали у Паризу 3. септембра на отварању дискотеке Chalet du Lac. Наредног дана, емитован је њихов наступ на телевизији, тако да је публику имали прилику да први пут чује извођење нумере "Anarchy in the U.K." заједно са повиком из студија "Склањајте гузице одавде"

### EMI и Грунди инцидент
Дана 8. октобра 1976. једна од највећих издавачких кућа EMI потписали су двогодишњи уговор са Пистолсима. У веома кратком року бенд се нашао у студију где су снимали у студију са продуцентом Дејв Гудманом. Како је Метлок касније објаснио, "Идеја је била да снимање буде у духу наступа уживо. Били смо под притиском да снимамо све брже и брже." Коначни производ оваквог снимања био је одбијен. Доведен је нови продуцент Крис Томас који је радио на албуму "The Dark Side of the Moon" бенда Пинк флојд. Бендов први сингл "Anarchy in the U.K." објављен је 26. новембра 1976. Џон Роб (новинар) објавио је рецензију песме као: "Од феноменалних уводних акорда Стива Џоунса, па све до Ротеновог феноменалног вокала, ова песма је страва ствар... Запањујуће моћан део панк политике... Животни избор који најављује нову еру."
Иако "Anarchy in the U.K." није био први панк сингл, разликовао се од осталих код којих су текстови били по рокенрол традицији, овај сингл повезивао је панк са политичким ставовима, а став Пистолса био је незадовољство, еуфорија и нихилизам. Ротенови повици "Ја сам антихрист!" и "Уништи!" променио је сврху идеологије рока. Паковање плоче и њена промоција поставило је нове стандарде. Макларен и Рид смислили су нови начин промоције, а то је промоција без икаквог труда и изговорене речи.  Омот сингла дизајнирао је Рид, као и све остало у то време. Омот је био застава Уједињеног Краљевства која је поцепана по средини, где су зихернадлама закачени назив сингла и бенда.
Понашање Секс Пистолса доносило им је велику националну пажњу. Креирали су нови талас псовања када су гостовали на Thames Television уживо 1. децембра 1976. Појавивши се у последњи час као замена за чланове групе Квин, бенду је понуђено алкохолно пиће пре него што је почело снимање. Током интервјуа Ротен је опсовао како је бенд "јебено потрошио", као и два пута рекао "срање". Водитељ Бил Грунди, за кога се тврдило да је пијан колико и његови гости у емисији, духовито је, на изјаву женског члана бенда Siouxsie Sioux како је одувек желела да га упозна, одговорио: "Заиста? Па можемо се касније мало боље упознати, зар не?" То је навело на следећу расправу Џоунса и водитеља:
Џоунс: Прљави гаде. Ти прљави старче.
Грунди: Настави, настави. Имаш још пет секунди. Кажи још нешто одвратно.
Џоунс: Прљаво копиле.
Грунди: Хајде, настави.
Џоунс: Прљави сероњо.
Грунди: Какав бистар младић.
Џоунс: Какав јебени покварењак.
Иако је програм био емитован само у Лондону, о инциденту су писали сви медији Британије. Daily Mirror објавио је на насловној страни са натписом "Filth and the Fury!" (Прљави и бесни). Писали су и Daily Express као и Daily Telegraph. Грунди је био суспендован са телевизије.
Овај публицитет одјекнуо је по читавом острву, тако да су Пистолси кренули на анархијску турнеју по Британији. Медијска пажња била је огромна, тако да је већина концерата била отказана од стране организатора или локалних власти, па је било одржано свега седам концерата. Крајем децембра заказана су три концерта у Холандији за јануар 1977. године. Бенд се мамуран укрцао у авион на Лондонском аеродрому, а медији су објавили како је бенд "повраћао и балавио" на том лету. Иако је свита која је била са њима у авиону демантовала ове приче, етикета је била залепљена на Пистолсе, па је EMI, под политичким притиском, раскинуо уговор са бедном.

### Сид Вишос се придружује бенду
У фебруару 1977, процурило је да Матлок напушта Секс Пистолсе. 28. фебруара, Макларен је послао телеграм НМЕ и потврдио поделу. Он је тврдио да је Матлок "избачен...зато што је превише причао о Пол Макартни.... Битлси и да је претерао." У интервјуу неколико месеци касније, Стив Џоунс је поновио оптужбе да је Матлок отпуштен зато што је "волео Битлсе." Џоунс је проширио проблем по питању бенда са Матлоком: "Био је добар писац али није изгледао као Секс Пистол и увек је прао ноге. Његовој мами се нису свиђале песме." Матлок је рекао за НМЕ да је напустио бенд "споразумно".
Касније, у његовој аутобиографији, Матлок је описао као примарни подстицај одласка његов оштар однос са Ротеном, које је описао као погоршано бујање Ротеновог ега "кад се први пут појавио у медијим" и подстицан од стране Макларена. Лидон би касније тврдио да "God Save the Queen," је ратоборна злобна песма која је планирана да изађе као други сингл бенда, била је последња сламка: "[Матлок] није могао поднети такву врсту текста. Па нас је прогласио фашистима." Иако је певач једва могао да види како анти-краљ-евизам поистовећује са фашизмом, рекао је "Само да га се отарасим, не поричем то." (Захтев је одбијен од стране Матлока.) Џон Севиџ предложио је да Ротен избаци Матлока у настојању да покаже моћ и аутономију Макларену. Матлок готово одмах формира нови бенд, Рич Кидс, са Миџ Уре, Стив Њу, и Расти Еган.
Матлока је на басу заменио Ротенов пријатељ и самоименовани "највећи Секс Пистолс фан" Сид Вишос, упркос томе што није умео да свира бас. Борн Џон Сајмон Ричи, касније познат као Џон Беверли, Вишос је претходно био бубњар у два мање позната панк бенда, Siouxsie And The Banshees и Флауерс оф Роменс. Он је такође заслужан за увођење pogo dance клубу 100. Џон Роб тврди да на првом концерту Секс Пистолса, 11. маја 1976; Матлок је уверен да се то десило друге ноћи у клубу 100 Панк Специјала у Септембру, када су Пистолси свирали у Велсу. У Матлоковим списима, Ротен је желео Вишоса у бенду "уместо да буде сам против Стива и Пола, били би он и Сид који би се супротставили Стиву и Полу. Увек је мислио о условима супротног табора".
Џулиен Темпл, тада студент филма кога је Макларен ставио на платни списак Секс Пистолса за стварање аудиовизуелног дизајнера групе, наводи: "Сид је био Џонов пулен у групи, стварно. Остала двојица су мислили да је он луд." Макларен је касније изјавио, да много раније у бенду, Вивиен Вествуд му је рекла "доведите човека по имену Џон који је долазио у радњу пар пута" да буде певач. Када је Џони Ротен регрутован у бенд, Вествуд је рекла Макларену да је погрешио: "довео си погрешног Џона." То је био Џон Беверли, будући Вишус, она је била препорука.[100] Макларен је одобрио касније укључење Вишуса, који није имао готово никаквог искуства са својим новим инструментом, због свог изгледа и угледа на панк сцени.
Пого на страну, Вишос је био укључен у злогласном инциденту током незаборавне друге ноћи у клубу 100 Панк Специјал. Ухапшен због баца чашу на Проклето које се разбија и ослепљује девојку на једно око, он је служио у истражном центру и допринео је забрани свих панк бендова у клубу 100. На претходној свирци у клубу 100, напао је Ник Кента са ланцем од бицикле. Заправо, на Маклареновом НМЕ телеграму писало је да је најбољи Вишосов акредитив који је дао Ник Кенту за оно што је заслужио много месеци раније у Клубу Сто ". Према каснијем опису Макларена, "Када се Сид прикључио није знао свирати гитару али се његово лудило уклопило у структуру бенда. Он је био витез у сјајном оклопу са огромном песницом."
"Сви су се сложили да је имао изглед," Лидон се касније присећа, али музичко умеће је била друга ствар. "Прве пробе...у Марту 1977 са Сидом су биле паклене.... Сид се стварно трудио и вежбао много". Марко Пирони, које је свирао са Вишосом у Сиукси и Баншес, рекао је, "Након тога, ништа није имало везе са музиком више. То је био сензационализам и скандал. Онда је постао Малколм Макларен прича".
Бити члан Секс Пистолса је имало прогресивно деструктиван утицај на Вишоса. Како је Лидон касније приметио, "До тада, Сид је био апсолутно детињаст. Све му је било забавно и лудо. Одједном он је постао велика поп звезда. Статус поп звезде значи штампа, добра шанса да буде примећен на правим местима, обожавање. То је све што је Сиду значило." Вествуд се већ хранио тим материјалом, као Чарлс Менсон, вероватно да охрабри своје најгоре инстинкте. Почетком 1977, упознао је Ненси Спанџен, емотивно узнемирен зависник од дроге и понекад проститутка из Њујорка. Спанџен се обично сматра за упознавање Вишоса са хероином, и емоционалну међусобну зависност између отуђења Вишоса са осталим члановима бенда. Лидон је касније написао, "Урадили смо све да се реши Ненси.... Она га је убијала. Био сам апсолутно убеђен да је ива девојка имала спору самоубилачку мисију.... Само што није хтела да оде сама. Хтела је да поведе Сида са собом.... Била је зло и потпуно сјебана." Лидон касније признаје да жали за избацивањем The Filth and the Fury.

### "God Save the Queen"
Дана 10. марта 1977, на новинарској церемонији одржане испред Бакингемска палата, Секс Пистолси су јавно потписали за А&М Рекордс (право потписивање се догодило дан раније). Након тога, под дејством алкохола они су дошли до А&М канцеларије. Вишос је разбио ВЦ шољу и посекао ногу (постоји неслагање око тога шта се десило прво). Док је Вишосу цурела крв око канцеларије, Ротен је вербално малтретирао особље и Џон је био несташан у женском тоалету. Неколико дана касније, Пистолси су ушли у проблем са другим бендом у клубу; један добар Ротенов пријатељ претио је смрћу добром пријатељу Енглеског директора А&М-а. 16. марта, А&М раскинуо је уговор са Пистолсима. Двадесет-пет хиљада примерака планирано је "God Save the Queen" сингла, у продукцији Крис Томаса, који су већ били притиснути; практично уништени.
Вишос је дебитовао са бендом у Лондонском Нотр Дам Хали 28. марта. У Мају, бенд је потписао са Вирџин Рекордс, њихова трећа нова издавачка кућа за нешто више од пола године. Вирџин је био и више него спреман да избаци песму "God Save the Queen", али је настала нова препрека. Радници у фабрици штампе одложили су своје алате у знак протеста због садржаја песме. Џејми Рид сада већ познати дизајнер, приказује Елизабета II са својим карактеристичним песмама и именом бенда и изрезаним словима, увредио раднике на корици. Након много наговарања, израда је настављена и песма је напокон изашла 27. маја.
Непристојан текст—"Бог чува Краљицу/Она није људско биће/Нема будућности/Енглеског сањарења"—изазвало је велико негодовање. Several major chains refused to stock the single. Било је забрањено не само од стране Би Би Си већ и од сваке независне радио станице, правећи "највише цензурисана песма у Британској историји". Те недеље, није постојао ни један хит у Британији- по Лидону, у Тхе Филтх ан тхе Фури, топ места није ни било, јер је било толико много радио станица, Би Би Си, а појединци су протестовали због садржаја песме. Ротен се хвалио, "Ми смо једини искрен бенд који је погодио ову земљу у две хиљаде милиона година." Џоунс је одбацио све што је песма навела и што она подразумева или је нихилизам у крајњој логичној тачки: "Не видим како неко може описати као политички бенд. Не знам ни име Премијера." Песма, и њен јавни утицај, сада су препознатљиви као "панк круна".
Вирџин издање је темпирано да се поклопи са висости Краљице Елизабете Сребрни јубилеј прославе. Јубилејна недеља, недељу и по дана од када је песма изашла, продата је у више од 150.000 копија што је огроман успех. 7. јуна, Макларен и издавачка кућа изнајмили су приватан брод где су Секс Пистолси наступали током пловидбе на реци Темза, пролазећи поред Вестминстер Паер као и Вестминстерска палата. Овај догађај је, подсмевање Краљичине реке поворке која је планирана два дана касније, завршен у хаосу. Полиција је приморана да брод натера да пристану на док, где је полиција опколила брод на доку. Док су чланови бенда и њихова опрема гурани са стране низ степениште, Макларен, Вествуд, и многи из бендове пратње су ухапшени.
Са званичном УК табелом најпопуларније песме за јубиларну недељу објављено, да је Daily Mirror предвидео да "God Save the Queen" ће бити број један. Како се испоставило, песма је била друга, иза Род Стјуарт сингла што је четврта недеља да је на врху. Многи су веровали да је песма заправо квалификована за прво место, али да је табела намештена како би се спречио скандал. Макларен је касније тврдио да Коламбија рекордс, који је дистрибуирао оба сингла, изјавио је да су Секс Пистолси по продаји надјачали Стјуарта два према један. Постоји доказ да је директива била под притиском од стране Британског Фонографског Института, који надгледа и саставља табелу, искључују продају издавачке куће као што је и Вирџин раније те недеље.
Насилни напади панк фанова су били у порасту. Средином Јуна Ротен је био нападнут ножем од стране банде испред Лондонска општина Излингтон Пегазов паб, изазвали су повреду тетиве на левој руци. Џејми Рид и Пол Кук су претучени у другом инциденту; три дана након Пегазус напада, Ротен је поново био нападнут. Обилазак Скандинавије, планиран је да почне крајем месеца, али је због напада одложена до средине јула. Током обиласка, Шведски новинар приметио је да Џоунс "да многи људи" признају бенд као Макларенову "креацију". Џоунс је одговорио "Он је наш менаџер, и то је то. Он нема никакве везе са музиком и изгледом...он је само добар менаџер." У другом интервјуу, Ротен збуњено изјављује у окружењу групе: "Ја то не разумем. Све што покушамо да урадимо то уништи све." Крајем Августа је СПОСТ-Секс Пистолс на Тајној Турнеји, прикривено Великом Британијом свирају под псеудонимом како би ибегли поништење.
Макларен је хтео да направи филм о Секс Пистолсима. Џулиен Темплов први велики задатак био да окупи Секс Пистолсе Број 1, двадесет-пето-минутни мозаик снимака од различитих извора, много тога је и преснимано од Храма са телевизијских екрана. Број 1 је често приказиван у концертним салама пре наступа бенда на бини. Користећи медијске снимке из Темс инцидента, Темпл је направио још један кратки пропагандни материјал, Јубилеј Речни Брод (као Секс Пистолс број 2). Током лета 1977 године, Макларен је био за договарање играног филма из својих снова, Ко је убио Бамбија?, у режији Рас Мејера а сценарио је био од Роџер Иберт. После једног дана снимања, 11. септембра, продукција је престала када је постало јасно да Макларен није успео да организује финансирање. У филму The Filth and The Fury, откривено је да је Стинг има први глумачки наступ.

### Never Mind the Bollocks
Од пролећа 1977. године, три старија Секс Пистолса су се вратили у студио повремено и са Крис Томасом урадили две песме за бендов деби албум. У почетку се звало Бог чува Секс Пистолсе, а касније током лета Never Mind the Bollocks. Према Џоунсу, "Сид је желео да дође и да свира на албуму, и ми смо покушали колико год је могуће да га не пусти ни близу студија. Срећом имао је хепатитис у то време." Кук је касније описао колико инструменталних нумера је направљено од делова бубња и гитаре, уместо уобичајеног бубња и баса.
С обзиром на Вишосову некомпетентност, Метлок је позван да сними свој музички део. У његовој аутобиографији, Метлок се рекао да иако је пристао да им "помогне", покушао је да смањи све везе након што је Макларен изјавио 28. фебруара НМЕ телеграм је најавио да је Метлок рекао да му се допадају Битлси, а да се се само појавио на песмама које су раније евидентиране као синглови и б-стране. Према Џон Саваџу, Метлок је свирао као плаћеник 3. марта које Севиџ описује као "аудиција". У својој аутобиографији, Лидон тврди да Метлоков рад за ангажовање у свој обиман бивши бенд-много више него било који други извештај- велико спуштање: "Мислим да би радије умро него урадио тако нешто." Музички историчар Дејвид Хауард недвосмислено тврди да Метлок није учествовао у Never Mind the Bollocks снимању.
То је био Џоунс који већим делом свирао бас током снимања Bollocks ; Хауард то назива елементарним крчањем и тај приступ је "Експлозиван састојак који недостаје" у звуку Секс Пистолса. Вишосов бас се наводно појавио на једној траци која се појавила на оригиналном издању албума, "Органи". Џон подсећа, "Одсвирао је на својој прдећој старој бас гитари део и ми смо га само пустили да то уради. Када је отишао превукао сам други део и оставио Сидов део доле. Мислим да се једва чује на песми." Након "God Save the Queen", још два сингла су избачена: "Прилично Празан" (већином написан од Метлока) 1. јула и од Bollocks сесије, "Одмор на сунцу" 14. октобра. Обе песме су биле у топ 10 хитова.
Never Mind the Bollocks, Here's the Sex Pistols (што укључује "Анархију у У.К." и ранију песму, "Без Осећаја") која је изашла 28. октобра 1977. године. Ролинг Стоун похвалили су албум и изјавили "само о најузбудљивијим рок & рол песмама Седамдесетих", аплаудирају бенду на свирању "са енергијом и уверењем да је позитивно узвишење у овом лудилу и грознице". Неки критичари, били су разочарани албумом који садржи четири претходно објављена сингла, одбацили су их као мало више од "најбољих хитова" песама.
који садржи обе "Органи" у којој Ротен каже "јебати" шест пута (пре свега на почетку друге строфе - "јебеш ово и јебеш то, јебеш све и јебеш њу и јебено дериште!", ноторно цитирано као Сид и Ненси, Љубав убија) и претходно цензурисана "God Save the Queen", као и реч bollocks (популарни сленг за тестисе) у свом називу, албум је забрањен од Boots, W. H. Smith и Woolworth's. Конзервативна сенка Министарства Просвете осудио их је "као симптом друштва којим опада" и оба Удружења независних телевизијских компанија и Удружење извођача радио радова забранили своје рекламе. Без обзира на то, унапред продаја била је довољна да непобитно буду број један на листи продатог албума
Наслов албума довео је до легалног начина којим би привукли значајну пажњу: Вирџин Рекордса продавница у Нотингем је ставио албум у свој излог али је био у опасности од кривичног гоњења због приказивања "непристојне штампе". Случај је одбачен када одбрана КТ Џон Мортимер доводи вештака који тврди да bollocks је Староенглески језик термин за мале лопте, да се појавио "у називима места без жеље за мешањем у локалним заједницама", и да је у деветнаестом веку био коришћен као надимак за свештеника: "Познато је да свештеници изговарају доста глупости, и тако је касније развила реч безсмислено." У контексту наслов албума Пиштоља, термин у ствари пре свега значи "безсмислено". Стив Џоунс док је бенд расправљао о томе како да назове албум. Разбеснели Џоунс је устао ирекао, "О јеботе, never mind the bollocks од свега тога."

### Америчка турнеја и крај бенда
У јануару 1978. године, Секс пистолси су кренули су на катастрофалну САД турнеју, која је обухватала концерте по америчком Дубоком Југу. Првобитно је требало да почне неколико дана пре Нове године, али је одложен због неспремности америчких власти да издају визе члановима бенда са криминалним досијеом. Неколико концерата је отказано као резултат тога. Иако су је дуго очекивали обожаватељи и медији, турнеју су обележили туче, лоше планирање и ратоборна публика. Макларен је признао да је намерно уписао redneck клубове да изазове непријатељске ситуације. Током две недеље, Вишос је већ био у великој мери завистан од хероина почео је да оживљава своје уметничко име. „Коначно је имао публику људи који се понашају са шоком и ужаса”, Лидон је касније написао. „Сида је лако предводио његов нос.”
Почетком турнеје, Вишос је одлутао од његове собе у хотелу Holiday Inn у Мемфису у потрази за дрогом. Пронађен је у болници са речима „Дајте ми дрогу” на грудима које је написао маркером. Током концерта у Сан Антонију, Тексас, Вишос назива публику "гомила педера", пре ударца човека у публици бацањем баса преко своје главе. У Батон Ружу, добио је симулацију оралног секса на бини, касније је изјавио „то је тип девојке које волим”. Патећи због хероина напустио је наступ у Даласу, пљувао је крв на девојку која је била у публици, она је устала и попела се на бину и ударила га у лице. Он је примљен у болницу касније те вечери за лечење од различитих повреда. Рекао је да је ван бине ударио жену фотографа, напао чувара и на крају изазвао једног од његових телохранитеља на борбу-претучен он је изјавио, "Свиђаш ми се. Сада можемо да будемо пријатељи."
Ротен, у међувремену, је боловао од грипа и искашљавао је крв, осећао се све више изолованијим од Кука и Џоунса, а гадио се Вишозу. 14. јануара 1978. године, током последњег дана турнеје који се одржао у Зимској дворани у Сан Франциску, а разочарани Ротен окупља бенд и каже, „Добићете једну нумеру и само једну нумеру зато што сам лењи коњ.” Та једина песма је била песма групе Stooges No Fun. На крају песме, Ротен, клечећи на сцени, узвикивао је, недвосмислену изјаву, „Ово није забавно. Није забавно. Ово није забавно уопште. Није забавно.” Када је за крај чинела пала, Ротен се директно обратио публици—„Ах-ха-ха. Да ли сте имали осећај да сте преварени? Лаку ноћ”—пре бацања свог микрофона и одласка са бине. Касније је изјавио, "Осећао сам се превареним и нисам то хтео више да трпим; то је смешна фарса. Сид потпуно полудео- само губљење простора. Цела ствар била је шала у том тренутку.... [Малколм] неће да разговара са мном.... Неће уопште да разговара са мном. Али онда сам се окренуо и рекао Полу и Стиву да је напетост била моја грешка, јер ја се не бих сложио ни са чим."
Дана 17. јануара, бенд се распада, раздвојили су се у Лос Анђелесу. Макларен, Кук и Џоунс припремали су се за лет у Рио де Жанеиро на радни одмор. Вишос, у све горем стању, одведен је у Лос Анђелес код пријатеља који га је одвео у Њујорк, где је одмах хоспитализован. Ротен је касније описао своју ситуацију као: "Секс Пистолси су ме оставили, насуканог у Лос Анђелесу, без карте, без хотелске собе, и поруком Варнер Брос која каже да ако неко преко телефона каже да је Џони Ротен, да лаже. То је како сам завршио са Малколмом—али не и са остатком бенда; Увек ћу их волети." Ротен је одлетео у Њујорк, где је објавио распад бенда у новинарском интервјуу 18. јануара. Практичноје сломљен, телефонирао је са главним човеком у Вирџин Рекордс, Ричард Брансон, који је пристао да му плати лет назад за Лондон, преко Јамајке. На Јамајци, Брансон се састао са члановима бенда Дево, и покушао да убаци Ротена као првог певача. Дево је одбио ту понуду.
Кук, Џоунс и Вишос никада нису наступали заједно након Ротеновог одласка. Током следећих неколико месеци, Макларен је организовао снимање у Бразилу (са Џоунсом и Куком), Париз (са Вишосом) и Лондон; сваки од њих тројице су снимали као главне вокале на песми које у неким случајевима уопште није звучало као што се од панка очекује. Ови снимци чине музичку позадину препознатљиву Пистолсима у пројекту играног филма, у режији Џулијан Темпла, за коју се Макларен сада посветио. 30. јуна, сингл који се преписује Секс Пистолсима избачен је: са једне стране, познати криминалац Рони Бигс певао "Нико није невин" у пратњи Џоунса и Кука; са друге стране, Вишос је певао класик "Мој пут", а обојица Џоунс-Кук као други вокали и гудачки оркестар. Макларен је тражио да реконструише бенд, али са новим фронтменом, али Вишос-први Макларенов избор-смучио му се више. У замену за термин за снимање "Мој Пут" Вишос је захтевао да Макларен потпише уговор где изјављује да он више није Вишосов менаџер. У Августу, Вишос, се враћа у Лондон, дошао је на завршни перформанс као Секс Пистол: снимање музике и филмске корице у верзији Еди Кохрана "Нешто друго" и Синатрин "Мој Пут." Басиста се вратио у Њујорк у Септембру и завршио са Маклареновим сновима да окупи бенд.

### Турнеја по САД 1977–1978
| Датум              | Град          | Држава       | Напомена        |
| ------------------ | ------------- | ------------ | --------------- |
| 28. децембар 1977. | Хомстед       | Пенсилванија | Одложен концерт |
| 31. децембар 1977. | Чикаго        | Илиноис      | Одложен концерт |
| 1. јануар 1978.    | Кливленд      | Охајо        | Одложен концерт |
| 3. јануар 1978.    | Александрија  | Вирџинија    | Одложен концерт |
| 5. јануар 1978.    | Атланта       | Џорџија      |                 |
| 6. јануар 1978.    | Мемфис        | Тенеси       |                 |
| 8. јануар 1978.    | Сан Антонио   | Тексас       |                 |
| 9. јануар 1978.    | Батон Руж     | Луизијана    |                 |
| 10. јануар 1978.   | Далас         | Тексас       |                 |
| 12. јануар 1978.   | Тулса         | Оклахома     |                 |
| 14. јануар 1978.   | Сан Франциско | Калифорнија  |                 |

### Након распада
Када је напустио Пистолсе, Лидон је оформио нови бенд Public Image Ltd. (PIL) са бившим чланом групе Клеш Кит Левеном и школским другом Џех Воблом. Бенд је са својим дебитантским синглом Public Image ушао у топ 10 песама британске топ листе. Лидон је покренуо судски поступак против Макларена за неплаћање накнада, неовлашћено коришћење имена "Џони Ротен", као и неправедне уговорне обавезе. Лидон је био у бенду све до 1992. године.
Сид Вишос се преселио у Њујорк заједно са девојком Ненси Спанџен као менаџером и започео соло каријеру. Ненси је 12. октобра 1978. пронаћена мртва у хотелу Челси у соби коју је делила са Вишосом. На себи је имала само доње рубље. Преминула је од последица убода у стомак. Вишос је ухапшен и осумњичен за убиство. У то време Макларен је у једном интервјуу изјавио: "Не верујем да је он у могућности да уради тако нешто. Хтео је да се ожени са Ненси у Њујорку. Били су веома блиски и имали су страствену аферу." Након што је пуштен уз плаћену кауцију, Вишос је разбио флашу пива о главу брата Пети Смит и ухапшен је због тог напада. У затвору је провео педесет пет дугих дана пошто је морао на детоксикацију и одвикивање од хероина. Пуштен је 1. фебруара 1979. године, нешто мало пре поноћи, па је одмах отишао на журку поводом његовог ослобођења. Умро је 2. фебруара од прекомерне употребе хероина.
Кук и Џоунс наставили су да раде кроз гостовања. Заједно су 1980. формирали бенд The Professionals који је трајао 2 године. Џоунс је наступао са бендовима Chequered Past и Neurotic Outsiders. Такође је снимио два соло албума Mercy и Fire and Gasoline. Преселио се у Лос Анђелес где је водио радио емисију. Кук је члан бенда Man Raze. Метлок је свирао са разним бендовима, ишао је на турнеје са Иги Попом и снимио неколико соло албума. Тренутно је члан бенда Slinky Vagabond.

## Чланови
| Званични чланови - Џон Лидон – водећи вокал (1975–78, 1996–2008) - Стив Џоунс – гитара, пратећи вокал (1975–79, 1996–2008), вокал (1978) - Глен Метлок – бас гитара, пратећи вокал (1975–77, 1996–2008) - Сид Вишос – бас гитара, пратећи вокал (1977–78), вокал (1978; died 1979) - Пол Кук – бубњеви (1975–79, 1996–2008), вокал (1978) | Гостујући чланови Музичари који нису чланови бенда и који су снимили песме заједно са Стив Џоунсом и Пол Куком на Musicians other than the band members who recorded songs with Steve Jones and Paul Cook on The Great Rock 'n' Roll Swindle: - Рони Бигс – водећи вокал "No One Is Innocent", "Belsen Was a Gas" (1978) - Едвард Тудор-Пол – водећи вокал "The Great Rock 'n' Roll Swindle", "Who Killed Bambi?", "Rock Around the Clock" (1978) - Дејв Гудман – бас гитара "The Great Rock 'n' Roll Swindle" (1978) - Енди Алан – bass guitar on "Silly Thing (single version)" (1979) |

## Дискографија

### Студијски албуми
| Година | Детаљи албума                                                                   | Ранг на топ листама | Ранг на топ листама | Ранг на топ листама | Ранг на топ листама | Ранг на топ листама | Ранг на топ листама | Признања                                      |
| Година | Детаљи албума                                                                   | УК                  | САД                 | ШВЕ                 | НОР                 | ШПА                 | НЗ                  | Признања                                      |
| ------ | ------------------------------------------------------------------------------- | ------------------- | ------------------- | ------------------- | ------------------- | ------------------- | ------------------- | --------------------------------------------- |
| 1977   | Never Mind the Bollocks, Here's the Sex Pistols - Врста албума: Студијски албум | 1                   | 106                 | 12                  | 11                  | 100                 | 27                  | - УК: 2 x Platinum - САД: Platinum - NL: Gold |

### Други албуми
| Година | Детаљи албума                                                                | Ранг на топ листама | Ранг на топ листама | Ранг на топ листама | Ранг на топ листама | Ранг на топ листама | Ранг на топ листама | Признања     |
| Година | Детаљи албума                                                                | УК                  | САД                 | ШВЕ                 | НОР                 | ШПА                 | НЗ                  | Признања     |
| ------ | ---------------------------------------------------------------------------- | ------------------- | ------------------- | ------------------- | ------------------- | ------------------- | ------------------- | ------------ |
| 1977   | Spunk a - Врста албума: Рана снимања за албум; избацио Дејв Гудман           | –                   | –                   | –                   | –                   | –                   | –                   |              |
| 1979   | The Great Rock 'n' Roll Swindle - Врста албума: Разни извођачи               | 7                   | –                   | –                   | –                   | –                   | 26                  | - УК: Gold   |
| 1979   | Some Product: Carri on Sex Pistols - Врста албума: Интервјуи и радио емисије | 6                   | –                   | –                   | –                   | –                   | –                   | - УК: Silver |
| 1980   | Flogging a Dead Horse - Врста албума: Компилације песама                     | 23                  | –                   | –                   | –                   | –                   | 49                  | - УК: Silver |
| 1980   | Sex Pack - Врста албума: Компилације песама                                  | –                   | –                   | –                   | –                   | –                   | –                   |              |
| 1985   | Anarchy in the UK - Live at the 76 Club b - Врста албума: Уживо снимање      | –                   | –                   | –                   | –                   | –                   | –                   |              |
| 1992   | Kiss This - Врста албума: Компилације песама                                 | 10                  | –                   | 46                  | –                   | –                   | –                   | - УК: Gold   |
| 1996   | Filthy Lucre Live - Врста албума: Уживо снимање                              | 26                  | –                   | –                   | –                   | –                   | –                   |              |
| 2002   | Jubilee - Врста албума: Компилације песама                                   | 29                  | –                   | –                   | –                   | –                   | –                   |              |
| 2002   | Sex Pistols - Врста албума: Компилације песама                               | –                   | –                   | –                   | –                   | –                   | –                   |              |
| 2004   | Raw and Live - Врста албума: Уживо снимање                                   | –                   | –                   | –                   | –                   | –                   | –                   |              |
| 2008   | Agents of Anarchy - Врста албума: Компилације песама                         | –                   | –                   | –                   | –                   | –                   | –                   |              |
| 2008   | Live & Filthy - Врста албума: Уживо снимање                                  | –                   | –                   | –                   | –                   | –                   | –                   |              |

- ^a  Незванично издање—1977; званично издање—1996, као део Спанк, са бонус албумом Never Mind the Bollocks.
- ^b  Незванично издање—1985; званично издање—2001.

### Синглови
| Година | Сингл                                      | Топ листа синглова |
| ------ | ------------------------------------------ | ------------------ |
| 1976   | "Anarchy in the U.K."                      | 38                 |
| 1977   | "God Save the Queen"                       | 2                  |
| 1977   | "Pretty Vacant"                            | 6                  |
| 1977   | "Holidays in the Sun"                      | 8                  |
| 1978   | "No One Is Innocent"/"My Way"              | 7                  |
| 1979   | "Something Else"/"Friggin' in the Riggin'" | 3                  |
| 1979   | "Silly Thing"/"Who Killed Bambi?" c        | 6                  |
| 1979   | "C'mon Everybody"                          | 3                  |
| 1979   | "The Great Rock 'n' Roll Swindle"          | 21                 |
| 1980   | "(I'm Not Your) Steppin' Stone"            | 21                 |
| 1980   | "Black Leather"/"Here We Go Again"         | —                  |
| 1981   | "Who Killed Bambi?" c                      | —                  |
| 1992   | "Anarchy in the U.K." (поновно издање)     | 33                 |
| 1992   | "Pretty Vacant" (поновно издање)           | 56                 |
| 1996   | "Pretty Vacant" (уживо)                    | 18                 |
| 2002   | "God Save the Queen" (поновно издање)      | 15                 |
| 2007   | "Anarchy in the UK" (поновно издање)       | 70                 |
| 2007   | "God Save the Queen" (поновно издање)      | 42                 |
| 2007   | "Pretty Vacant" (поновно издање)           | 65                 |
| 2007   | "Holidays in the Sun" (поновно издање)     | 74                 |